# Karitiana
Os Karitiana ou Caritiana são um povo indígena do Brasil, cuja reserva está localizada na Amazônia ocidental. Eles contam com 320 membros, e o líder da associação é Renato Caritiana. A subsistencia se baseia na agricultura, pesca e caça, e eles quase não têm contato com o mundo exterior, sendo considerado um povo isolado. Sua língua Karitiâna é da família linguística Arikém do Brasil.

## Origens
Estudos de genética populacional frequentemente usam os Karitiana como uma população de referência para os nativos americanos, usando amostras de DNA disponibilizadas pelo Projeto de Diversidade do Genoma Humano e outras fontes. O DNA de indivíduos Karitiana foi coletado em 1987, por Francis Black e, em 2007, soube-se que essa coleta foi realizada sem o conhecimento da FUNAI, a agência brasileira que regula o contato entre as tribos indígenas e o mundo exterior, e que as amostras estavam sendo vendidas sem nenhum benefício para os Karitiana, dando origem a alegações de biopirataria.
Novas amostras foram recolhidas em 1996, por Hilton Pereira da Silva, um médico de uma equipe de documentários, com a promessa de fornecimento de medicamentos que nunca foi cumprida. Hilton Silva disse que a notícia era falsa e que as amostras coletadas nunca foram usadas para qualquer propósito comercial.
Um estudo genético de 2015 chegou a uma conclusão surpreendente sobre as origens do povo Karitiana. Embora o povo Karitiana esteja intimamente relacionado com outros nativos americanos, eles compartilham relações mais próximas com os asiáticos do sudeste e os polinésios em comparação com outros nativos americanos que são mais próximos dos siberianos e dos asiáticos do nordeste.
Um estudo de 2014 descobriu que os Karitiana carregam a mistura Mal'ta MA1 (41%), enquanto o outro fluxo gênico dos Karitiana parece ter uma origem na Eurásia Oriental. Outro estudo de 2017 detectou fluxo gênico de Karitiana para Mal'ta MA1 (21%), o que está na direção inversa do que foi relatado nos estudos anteriores, que usaram dados de sequência muito maiores. Os autores especulam que o fluxo inverso poderia ser devido à migração da Beríngia Antiga em uma migração para o oeste em direção à Eurásia.

## Links externos
- Obra de arte Karitiâna, Museu Nacional do Índio Americano
- "Na Amazônia, doando sangue, mas não recebendo nada", artigo do New York Times sobre Karitiana e coleta de DNA
- Acervo Etnográfico Museu do Índio - Caritianas